# Chiesa di San Pietro Apostolo (Trescore Balneario)
La chiesa di San Pietro Apostolo è la parrocchiale di Trescore Balneario, in provincia e diocesi di Bergamo; fa parte del vicariato di Trescore Balneario.
La chiesa conserva opere di importante interesse artistico.

## Storia
Sembra che la primitiva parrocchiale di Trescore fosse dedicata a San Cassiano, come testimonia un documento del 1121. Nel 1240 è nominata la nuova parrocchiale di Trescore, dedicata a san Pietro e compresa nel vicariato di Telgate. Dalla relazione della visita pastorale dall'arcivescovo di Milano Carlo Borromeo del 1575, s'apprende che la chiesa era dotata di tre altari e che i fedeli erano 1000. 
La torre campanaria venne costruita nel 1624. Sul finire di quel secolo la chiesa venne riedificata, il 14 novembre 1703 il vescovo Luigi Ruzzini la dichiarò prepositurale, per poi consacrarla il giorno successivo.
La nuova parrocchiale è frutto di un rifacimento condotto nel 1854 su progetto di Antonio Preda. La cupola fu realizzata tra il 1883 ed il 1885 e la consacrazione venne impartita il 10 settembre 1906 dal vescovo Giacomo Maria Radini-Tedeschi, con la presenza di monsignor Angelo Roncalli. Nel 1932 la vicaria di Gorlago fu ridenominata in Trescore a seguito alla traslazione della sede. Tra il 1952 ed il 1965 fu decorato l'interno della chiesa. Nel 1971 questa chiesa passò alla zona pastorale XVI e nel 1979 entrò a far parte del vicariato di Trescore in seguito alla sua ricostituzione.

## Descrizione

### Esterno
La facciata principale a salenti anticipa le tre navate dell'interno tradizionale orientamento a est. La chiesa è circondata, su tre lati, da un ampio sagrato e la facciata, che si sviluppa su tre sezioni, presenta quella centrale più avanzata di più ampia rispetto alle due laterali. Due coppie di lesene complete di base in marmo, delimitano la parte centrale, queste sono coronate da capitelli in pietr che reggono il fregio dell'architrave. Completa la sezione il grande timpano triangolare. La sezione presenta centrale l'ingresso con portale in marmo di Zandobbio. La parte superiore presenta una grande apertura ad arco atta a illuminare l'aula. Le due sezioni laterali, sono la metà di quella centrale, presentano il medesimo impianto architettonico. I due ingressi laterali, completi di paraste e architrave in marmo, ospitano nella parte superiore due finestre ad arco.

### Interno
L'interno a croce latina e a tre navate e il transetto presenta la cupola molto elevata con otto finestre nel tamburo. La navata centrale di misura doppia rispetto alle due laterali ha la volta a botte.. Le navate si collegano tramite architrave retta da grandi colonne con basamento in marmo e capitello in stucco dorato d'ordine ionico. Il fonte battesimale è posto nella prima campata a sinistra. Le navate seguono con le cappelle dedicate a san Giuseppe nella parte sinistra, e corrispondente a destra a sant'Anna entrambe con altari in marmo policromi. Le estremità del transetto ospitano le cappelle del Suffragio sul lato a sud e della Madonna del Rosario nel lato a sud completo di altare in stile neoclassico. Il presbiterio è anticipato dall'arco trionfale con gli altari del sacro Cuore e del Redentore. Alla parte si accede da cinque gradini delimitati da balaustre in marmo bianco. Completa la zona del presbiterio il coro con 23 stalli divisi da colonnine tortili, e realizzato nel Seicento, completo di sedili ribaltabili. 
Gli altari della chiesa ospitano opere di importante interesse artistico, tra cui del bergamasco Ponziano Loverini numerosi affreschi compreso gli evangelisti dipinti sui pennacchi della cupola e l'Ascensione sul coro absidale, e dei veneti Antonio Balestra Ultima cena e lavanda dei piedi dipinti nella zona dell'abside, e Sebastiano Ricci Pietro che cammina sulle acque e altri dipinti, mentre l'altare maggiore è opera marmorea attribuita allo scultore Bartolomeo Manni di Rovio, nonché di Giuseppe Nuvolone raffigurante Trinità, la Vergine e san Francesco e le anime purganti.